# Knjižne police za otroke
Knjižne police za otroke je literarna kritika, delo Franček Bohanec, opremila ing. Janica Accetto. Delo izdano leta 1958 pri založbi Zveza prijateljev mladine Slovenije.

## O avtorju
Franček Bohanec, pisatelj, esejist, publicist, urednik in literarni kritik, * 13. februar 1923, Miklavž pri Ormožu.

## Vsebina
Z literarno kritiko želi pisatelj staršem, vzgojiteljem in vsem, ki vzgajajo otroke prikazati prave kriterije, ki jih morajo upoštevati pri ocenjevanju knjig za otroke. Poleg tega pa so tu naštete tudi literarne zvrsti, ki so primerne za otroke različnih starosti.